# ARTN
La artemina, también conocida como enovina o neublastina, es una proteína que en los humanos está codificada por el gen ARTN.  

## Función
Artemin es un factor neurotrófico en la familia de ligandos del factor neurotrófico derivado de la línea celular glial, que son un grupo de ligandos dentro de la superfamilia de moléculas de señalización TGF-beta. Los GDNF son únicos por tener propiedades neurotróficas y tienen un uso potencial para la terapia génica en enfermedades neurodegenerativas. Se ha demostrado en cultivo que Artemin apoya la supervivencia de varias poblaciones de neuronas periféricas y al menos una población de neuronas dopaminérgicas del SNC. Su papel en el SNP y el SNC se ve corroborado por su patrón de expresión en la proximidad de estas neuronas. Esta proteína es un ligando del receptor RET y utiliza GFR-alfa 3 como correceptor. 

## Papel en el desarrollo axonal
Artemin, junto con otra familia de ligandos GDNF, ha sido implicado en el desarrollo estructural y la plasticidad de varios tipos de neuronas, incluidas las neuronas dopaminérgicas mesencefálicas ventrales.  Artemin promueve la supervivencia de neuronas recién diferenciadas después de haber sufrido una mitosis terminal. También se ha descubierto que Artemin apoya la supervivencia de las neuronas en etapas posteriores del desarrollo y puede mejorar el crecimiento neuronal mejor que el factor de crecimiento neuronal durante las etapas posteriores del desarrollo.  Artemin juega un papel importante en la migración, proliferación y diferenciación de las neuronas simpáticas durante el desarrollo. Sin embargo, durante la inervación objetivo, las neuronas simpáticas se vuelven dependientes del factor de crecimiento neuronal para sobrevivir. 
A diferencia de otras señales guía secretadas durante el desarrollo, la artemina actúa únicamente como quimioatrayente y nunca como quimiorrepelente.  La artemina se expresa en las células del músculo liso y se secreta a lo largo de los vasos sanguíneos y en las células cercanas a las proyecciones axonales simpáticas para que los axones simpáticos puedan alcanzar las células del tejido objetivo. 

## Otras lecturas
- Rosenblad C, Grønborg M, Hansen C, Blom N, Meyer M, Johansen J, Dagø L, Kirik D, Patel UA, Lundberg C, Trono D, Björklund A, Johansen TE (February 2000). «In vivo protection of nigral dopamine neurons by lentiviral gene transfer of the novel GDNF-family member neublastin/artemin». Molecular and Cellular Neurosciences 15 (2): 199-214. PMID 10673327. S2CID 1378559. doi:10.1006/mcne.1999.0817.
- Zhu DL, Luo DL, Luo G, Wang B, Gao JM (March 2009). «[Artemin and GFRalpha3 expressions and their relevance to perineural invasiveness and metastasis of pancreatic carcinoma]». Nan Fang Yi Ke da Xue Xue Bao = Journal of Southern Medical University 29 (3): 428-32. PMID 19304517.
- Silvian L, Jin P, Carmillo P, Boriack-Sjodin PA, Pelletier C, Rushe M, Gong B, Sah D, Pepinsky B, Rossomando A (June 2006). «Artemin crystal structure reveals insights into heparan sulfate binding». Biochemistry 45 (22): 6801-12. PMID 16734417. doi:10.1021/bi060035x.
- Pandey V, Qian PX, Kang J, Perry JK, Mitchell MD, Yin Z, Wu ZS, Liu DX, Zhu T, Lobie PE (March 2010). «Artemin stimulates oncogenicity and invasiveness of human endometrial carcinoma cells». Endocrinology 151 (3): 909-20. PMID 20118197. doi:10.1210/en.2009-0979.
- Masure S, Geerts H, Cik M, Hoefnagel E, Van Den Kieboom G, Tuytelaars A, Harris S, Lesage AS, Leysen JE, Van Der Helm L, Verhasselt P, Yon J, Gordon RD (December 1999). «Enovin, a member of the glial cell-line-derived neurotrophic factor (GDNF) family with growth promoting activity on neuronal cells. Existence and tissue-specific expression of different splice variants». European Journal of Biochemistry 266 (3): 892-902. PMID 10583383. doi:10.1046/j.1432-1327.1999.00925.x.
- Fernandez RM, Ruiz-Ferrer M, Lopez-Alonso M, Antiñolo G, Borrego S (November 2008). «Polymorphisms in the genes encoding the 4 RET ligands, GDNF, NTN, ARTN, PSPN, and susceptibility to Hirschsprung disease». Journal of Pediatric Surgery 43 (11): 2042-7. PMID 18970938. doi:10.1016/j.jpedsurg.2008.05.018.
- Ceyhan GO, Schäfer KH, Kerscher AG, Rauch U, Demir IE, Kadihasanoglu M, Böhm C, Müller MW, Büchler MW, Giese NA, Erkan M, Friess H (May 2010). «Nerve growth factor and artemin are paracrine mediators of pancreatic neuropathy in pancreatic adenocarcinoma». Annals of Surgery 251 (5): 923-31. PMID 20395845. S2CID 6581279. doi:10.1097/SLA.0b013e3181d974d4.
- Kang J, Perry JK, Pandey V, Fielder GC, Mei B, Qian PX, Wu ZS, Zhu T, Liu DX, Lobie PE (May 2009). «Artemin is oncogenic for human mammary carcinoma cells». Oncogene 28 (19): 2034-45. PMID 19363524. doi:10.1038/onc.2009.66.
- Wang X, Baloh RH, Milbrandt J, Garcia KC (June 2006). «Structure of artemin complexed with its receptor GFRalpha3: convergent recognition of glial cell line-derived neurotrophic factors». Structure 14 (6): 1083-92. PMID 16765900. doi:10.1016/j.str.2006.05.010.
- Quartu M, Serra MP, Manca A, Mascia F, Follesa P, Del Fiacco M (April 2005). «Neurturin, persephin, and artemin in the human pre- and full-term newborn and adult hippocampus and fascia dentata». Brain Research 1041 (2): 157-66. PMID 15829225. S2CID 35298612. doi:10.1016/j.brainres.2005.02.007.
- Otsuki K, Uchida S, Watanuki T, Wakabayashi Y, Fujimoto M, Matsubara T, Funato H, Watanabe Y (October 2008). «Altered expression of neurotrophic factors in patients with major depression». Journal of Psychiatric Research 42 (14): 1145-53. PMID 18313696. doi:10.1016/j.jpsychires.2008.01.010.
- Naveilhan P, Baudet C, Mikaels A, Shen L, Westphal H, Ernfors P (February 1998). «Expression and regulation of GFRalpha3, a glial cell line-derived neurotrophic factor family receptor». Proceedings of the National Academy of Sciences of the United States of America 95 (3): 1295-300. Bibcode:1998PNAS...95.1295N. PMC 18749. PMID 9448325. doi:10.1073/pnas.95.3.1295.

- Datos: Q14912165